# Kaj Ikast
Kaj Ikast, né le 22 décembre 1935 à Viborg (Danemark) et mort le 3 décembre 2020, est un homme politique danois membre du Parti populaire conservateur (KF), ancien ministre et ancien député au Parlement (le Folketing).